# Aulus Manli Vulsó (cònsol)
Aulus Manli Vulsó (llatí: Aulus Manlius Cn. f. L. n. Vulso) va ser un magistrat romà, Era germà de Gneu Manli Vulsó (cònsol 189 aC).
Va ser elegit cònsol el 178 aC junt amb Marc Juni Brut. Va rebre la Gàl·lia Cisalpina com a província i sense consultar al senat va marxar contra els istris però no va tenir èxit en la seva campanya. Al començament de l'any següent, junt amb el seu col·lega Brut, va renovar la guerra aquesta vegada amb més èxit, però no van poder acabar la campanya per l'arribada del nou cònsol Gai Claudi Pulcre I.